# Margaretha van Petersheim
Margaretha van Petersheim, född okänt år, död före 1345, var regerande furstlig abbedissa av det självständiga klosterstiftet Thorn från 1310 till 1337, och som sådan monark inom det tysk-romerska riket. 
Hon var dotter till Willem van Petersheim och syster till Johan van Petersheim. Hon valdes 1304 till abbedissa i klostret Thorn som efterträdare till Guda av Renneberg. Thorn var vid den tiden ett mycket stort och förmöget kloster med stora landområden under sig, där abbedissan, i likhet med vad som var normalt för samtida feodalherrar, utövade domsrätt och rättsskipning. Däremot var det vid denna tid ännu inte ett furstendöme. Margareta utverkade att Thorn år 1310 fick status som furstendöme inom tysk-romerska riket och dess abbedissa som regerande furstinna, eller furstabbedissa med rätt att stifta lagar. 
Hon var under sin regeringstid engagerad i en konflikt med Gerard Heer van Horne om klostret rättigheter gentemot guvernören av Thorn, med biträde av påven. Margaretha är också känd för den skandal som utbröt då klostret blev inspekterat 1336 och stora oegentligheter upptäcktes: flera av prästerna var analfabeter, klostrets medlemmar var under accepterad ålder, bar lockigt hår och icke godkänd klädsel och vägrade att lyda abbedissan. 
Margareta levde fortfarande 1337, då ett brev är utfärdat i hennes namn, och var död före 1345, då en mässa lästes för hennes avlidna själ. 